# سایه (فیلم ۲۰۰۳)
سایه (به انگلیسی: Shade) فیلمی است محصول سال ۲۰۰۳ و به کارگردانی دامیان نیمان است. در این فیلم بازیگرانی همچون استوارت توانسند، گابریل بیرن، تندی نیوتون، جیمی فاکس، ملانی گریفیث، سیلوستر استالونه، بو هاپکینز، بی-ریل، جیسون سربونه، گلن پلامر، دینا مریل و هال هالبروک ایفای نقش کرده‌اند.